# Нигерија на Светском првенству у атлетици у дворани 2016.
Нигерија је учествовала на 16. Светском првенству у атлетици у дворани 2016. одржаном у Портланду од 17. до 20. марта шеснаести пут, односно учествовала је на свим првенствима до данас. Репрезентацију Нигерије представљало је 15 такмичара (10 мушкараца и 5 жена), који су се такмичили у 7 дисциплина (5 мушких и 2 женске).,
На овом првенству Нигерија није освојила ниједну медаљу али су остварили један најбољи национални и један лични резултат сезоне. У табели успешности према броју и пласману такмичара који су учествовали у финалним такмичењима (првих 8 такмичара) Нигерија је са 3 учесника у финалу делила 22. место са 12 бодова. 

| Плас. | Земља    | 1. место | 2. место | 3. место | 4. место | 5. место | 6. место | 7. место | 8. место | Бр. финал. | Бод. |
| ----- | -------- | -------- | -------- | -------- | -------- | -------- | -------- | -------- | -------- | ---------- | ---- |
| =22.  | Нигерија | 0        | 0        | 0        | 1        | 1        | 1        | 0        | 0        | 3          | 12   |

## Учесници
| Мушкарци: - Ого-Огене Егверо — 60 м - Chidi Okezie — 400 м, 4 х 400 м - Orukpe Eraiyokan — 400 м - Ноа Акву — 4 х 400 м - Исах Салиху — 4 х 400 м - Abiola Onakoya — 4 х 400 м - Samson Oghenewegba Nathaniel — 4 х 400 м - Тосин Оке — Троскок - Олу Оламигоке — Троскок - Стивен Моција — Бацање кугле | Жене: - Маргарета Бамгбосе — 4 х 400 м - Реџина Џорџ — 4 х 400 м - Тамека Јамесон — 4 х 400 м - Ада Бенџамин — 4 х 400 м - Дорин Амата — Скок увис |  |

## Резултати

### Мушкарци
| Атлетичар                                                                         | Дисциплина   | Лични рекорд    | Квалификације   | Квалификације  | Полуфинале            | Полуфинале            | Финале                | Финале               | Детаљи |
| Атлетичар                                                                         | Дисциплина   | Лични рекорд    | Резултат        | Место          | Резултат              | Место                 | Резултат              | Место                | Детаљи |
| --------------------------------------------------------------------------------- | ------------ | --------------- | --------------- | -------------- | --------------------- | --------------------- | --------------------- | -------------------- | ------ |
| Ого-Огене Егверо                                                                  | 60 м         | 6,60            | 6,75 ЛРС        | 4. у гр. 1     | Нису се квалификовали | Нису се квалификовали | Нису се квалификовали | 29 / 53 (56)         |        |
| Chidi Okezie                                                                      | 400 м        | 46,48           | 47,05           | 3. у гр. 4     | Нису се квалификовали | Нису се квалификовали | Нису се квалификовали | 15 / 26 (30)         |        |
| Orukpe Eraiyokan                                                                  | 400 м        | 44,95           | Није стартовао  | Није стартовао | Није се квалификовао  | Није се квалификовао  | Није се квалификовао  | Није се квалификовао |        |
| Ноа Акву, Chidi Okezie, Abiola Onakoya, Samson Oghenewegba Nathaniel, Исах Салиху | 4 х 400 м    | 2:58,68 АФР, НР | 3:07,98 кв, НРС | 3. у гр. 2     |                       |                       | 3:08,55               | 5 / 7                |        |
| Тосин Оке                                                                         | Троскок      | 17,23о          |                 |                |                       |                       | 16,73 ЛРС             | 6 / 16               |        |
| Олу Оламигоке                                                                     | Троскок      | 16,98о          | 15,94 ЛРС       | 14 / 16        |                       |                       |                       |                      |        |
| Стивен Моција                                                                     | Бацање кугле | 21,11 НР        | 19,84           | 12 / 19        |                       |                       |                       |                      |        |

### Жене
| Атлетичарка                                                   | Дисциплина | Лични рекорд    | Квалификације | Квалификације | Полуфинале | Полуфинале | Финале      | Финале    | Детаљи |
| Атлетичарка                                                   | Дисциплина | Лични рекорд    | Резултат      | Место         | Резултат   | Место      | Резултат    | Место     | Детаљи |
| ------------------------------------------------------------- | ---------- | --------------- | ------------- | ------------- | ---------- | ---------- | ----------- | --------- | ------ |
| Маргарета Бамгбосе, Регина Џорџ, Тамека Јамесон, Ада Бенџамин | 4 х 400 м  | 3:29,67 АФР, НР |               |               |            |            | 3:34,03 НРС | 4 / 5 (6) |        |
| Дорин Амата                                                   | Скок увис  | 1,93 НР         | 1,89          | 9 / 11 (12)   |            |            |             |           |        |